# Moos (Burgheim)
Moos ist ein Gemeindeteil des Marktes Burgheim im oberbayerischen Landkreis Neuburg-Schrobenhausen.

## Geschichte
Moos wurde 1321 zum ersten Mal urkundlich erwähnt, als Ulrich der Vogt von Niederarnbach eine Hofstätte zu „Moos“ dem Kloster Niederschönenfeld vermachte. Alle übrigen Höfe in Moos gehörten grundherrlich bis 1848 zur Hofmark Straß.

## Lage
Das Dorf liegt 1,5 Kilometer nordwestlich des Burgheimer Ortsteiles Straß; dort besteht ein Anschluss an die Bundesstraße 16. Asphaltierte Wege führen außerdem zum Hauptort Burgheim und zum Ortsteil Unterhausen der Gemeinde Oberhausen. Der Haltepunkt an der Donautalbahn am nördlichen Ortsrand von Straß ist offiziell Straß-Moos bezeichnet.

## Kleine Paar
Den südlichen Rand des Dorfes durchfließt die Kleine Paar. An dem Bach befand sich die 400 Jahre alte Moosmühle, in der bis in die 1960er Jahre noch Getreide gemahlen wurde. Im Rahmen eines Absiedlungsprojektes der Regierung wurde diese im Jahr Q1/2013 abgerissen. In einem kleinen noch stehenden Anbau dieser Mühle wird die vorhandene Wasserkraft zur Erzeugung von Strom (ca. 8 kW Dauerleistung) verwendet.

## Dorf und Gemeinde
Moos bestand vor Beginn der Absiedlung aus etwa 70 Gebäuden (Wohnhäuser und Stallungen). Der Ortsmittelpunkt ist eine kleine Kapelle, die zur Pfarrei Mariä Himmelfahrt in Straß gehört. Bis zur Reform um 1970 besuchten die Kinder auch die Schule in Straß, seither gehen die Kinder beider Orte in die Volksschule Burgheim.
Mit dem zweiten Gemeindeedikt von 1818 wurde Moos eine eigenständige Ruralgemeinde im Landgericht Neuburg an der Donau (ab 1879: Amtsgericht). Mit der Trennung von Justiz und Verwaltung wurde der Ort am 1. Juli 1862 dem Bezirksamt Neuburg an der Donau (ab 1938: Landkreis) zugeordnet. Am 1. Juli 1972 wurde die selbstständige Gemeinde Moos in den Markt Burgheim eingegliedert.

## Freiwillige Absiedlung
Das Dorf liegt im Überflutungsgebiet der Donau; in der jüngeren Zeit sind mehrmals größere Schäden durch Überschwemmungen entstanden (1999, 2002 und 2005). Es kam deshalb zur Diskussion über eine Absiedlung des Ortes. 2006 wurde zwischen dem Freistaat Bayern (Wasserwirtschaft), dem Landkreis Neuburg-Schrobenhausen und der Marktgemeinde Burgheim vereinbart, dass die Bewohner für die freiwillige Absiedlung finanziell entschädigt werden, und zwar mit 75 Prozent des geschätzten Wertes der aufgegebenen Immobilien. Stand 2020 ist über die Hälfte der 40 Anwesen in Moos aufgegeben und die Gebäude wurden teilweise schon abgerissen.